# 圣弗洛朗 (卢瓦雷省)
圣弗洛朗（法語：Saint-Florent，法語發音：[sɛ̃ flɔʁɑ̃]）是法国卢瓦雷省的一个市镇，位于该省南部偏东，属于奥尔良区。

## 地理
圣弗洛朗（47°41'26"N, 2°28'36"E）面积37.78 平方千米，位于法国中央-卢瓦尔河谷大区卢瓦雷省，该省份为法国中北部省份，北起埃松省，西北接厄尔-卢瓦省，西南接卢瓦-谢尔省，南至涅夫勒省和谢尔省，东临约讷省，东北接塞纳-马恩省。
与圣弗洛朗接壤的市镇（或旧市镇、城区）包括：塞尔东、库隆、利翁昂叙利亚斯、圣艾尼昂勒雅亚尔、圣贡东、维勒米尔兰。
圣弗洛朗的时区为UTC+01:00、UTC+02:00（夏令时）。

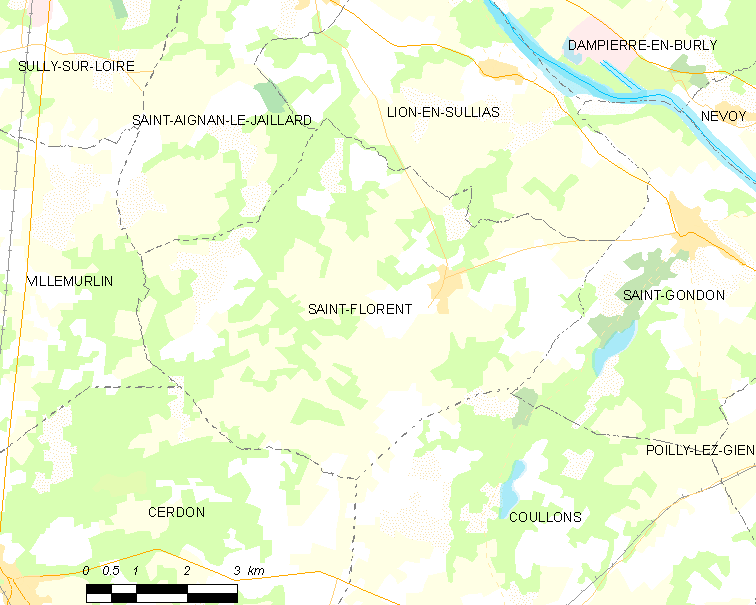
圣弗洛朗的OSM定位图

## 行政
圣弗洛朗的邮政编码为45600，INSEE市镇编码为45277。

## 政治
圣弗洛朗所属的省级选区为卢瓦尔河畔叙利县。

## 交通
卢瓦雷省省道D54线、D63线、D157线和D856线在圣弗洛朗交汇。

## 人口

1962-2008年间圣弗洛朗人口变化图示

圣弗洛朗于2022年1月1日时的人口数量为445人。